# Idioma venético
El venético es una lengua itálica extinta, usualmente clasificada como una lengua indoeuropea independiente, hablada en la Antigüedad en la región italiana del Véneto, entre el delta del río Po y las estribaciones meridionales de los Alpes, así como en partes de la actual Eslovenia.
Se conservan en torno a 300 inscripciones cortas datadas entre el siglo VI a. C. y el siglo I, aunque se supone que se usaba desde el siglo XII a. C. Sus hablantes se han identificado con el antiguo pueblo llamado por los romanos como vénetos y enetoi por los griegos.

## Aspectos históricos, sociales y culturales

### Historia
Los vénetos antiguos del siglo XII a. C., llamados también paleovénetos, fundaron varias ciudades como Altino, Este, Padua (ya amurallada en el siglo XII a. C.) y Gainaga (asentamiento del siglo XIII a. C. situado en el término municipal de Cittadella). El idioma pudo haber sido una rama independiente en la familia de las lenguas itálicas.
Esta lengua no debe confundirse con el véneto, una lengua romance hablada actualmente en la misma región.

### Extinción
El venético dejó de hablarse tras la asimilación cultural que sufrieron los territorios conquistados o controlados por la emergente Roma. Primero deja de usarse como lengua escrita, y luego desaparece también como lengua vernácula, en torno al siglo I. Tras unirse los vénetos a la República romana en el siglo I a. C., las inscripciones comienzan a usar el alfabeto latino, aunque el alfabeto venético no fue abandonado del todo, pues muchas inscripciones llevaban textos en latín y en venético.

## Clasificación
El venético es claramente una lengua indoeuropea, aunque el parentesco exacto con otras lenguas indoeuropeas ha sido objeto de debate entre los especialistas. Lo que sí está establecido es que esta lengua comparte similitudes obvias con las lenguas itálicas y, por lo tanto, se clasifica como una lengua itálica. Sin embargo, dado que también comparte algunas similitudes morfológicas con las lenguas celtas y las lenguas germánicas, algunos lingüistas prefieren considerarlo una lengua indoeuropea independiente, aunque las similitudes con estas lenguas pueden ser arcaísmos que se perdieron en las demás lenguas itálicas. El venético también puede haber estado relacionado con las lenguas ilirias que se hablaban una vez en los Balcanes occidentales; sin embargo, la teoría de que las lenguas ilirias y el venético están estrechamente relacionados es refutada por los estudios actuales.
Algunos eruditos consideran al venético claramente como una lengua itálica, más estrechamente relacionada con las lenguas osco-umbras que con el latín; muchas autoridades sugieren, en vista del sistema verbal divergente, que el venético no formaba parte del núcleo itálico y se separó más tempranamente de las otras ramas. Una clasificación alternativa a este problema es que el venético se clasifique como la lengua itálica más primitiva e independiente dentro del grupo. Otros autores basándose en sus características lingüísticas conservativas lo agrupan en el subgrupo de las lenguas latino-faliscas como más cercano al latín que con el osco-umbro, puesto que el venético no sufrió el cambio de -kw- a -p-, betacismo de -gw-, ni fricatización de fonemas -b-, -p- y -d, fricatización o aspiración de los grupos -kt, -pt- y -ks-, aspiración o pérdida de ciertas -g- ante -e-, -i-. Además comparte con dicho grupo el desarrollo de una vocal epentética -o- en las líquidas silábicas -l-, -r- dando lugar a -ol-, -or-, la reducción de -gw- a -w-, la pérdida de -s- ante -n- y tenía alrededor de seis o siete casos nominales y cuatro conjugaciones (similar al latín). Esta clasificación es la tradicionalmente aceptada si se clasifica como lengua itálica.
Es muy posible que la división entre Itálico Q (latino-falisco) e Itálico P (osco-umbro) no tenga valor filogenético, ya que el venético parece haber sido la primera lengua en separarse del resto, debido a sus arcaísmos perdidos en las otras lenguas itálicas.
Investigaciones recientes han concluido que el venético era una lengua relativamente arcaica significativamente similar al celta, sobre la base de la morfología, mientras que ocupa una posición intermedia en el grupo italo-celta entre el celta y el itálico nuclear, sobre la base de la fonología. Sin embargo, estas similitudes fonológicas pueden haber surgido como un fenómeno de área. También se han señalado similitudes fonológicas con el rético.
Radoslav Katičić ha demostrado igualmente que la antroponimia de la zona noroeste de la antigua provincia romana de Iliria (zona noradriática), siendo Liburnia parte de un espacio antroponímico más extenso, comprende el Véneto, Istria y los Alpes orientales. La zona antroponímica contigua, la dalmato-panonia, corresponde a la Dalmacia y Japidia en época romana y se prolonga hasta Panonia, con numerosos trazos comunes con la primera. Estos descubrimientos proporcionan una nueva visión de las lenguas itálicas, cuyo territorio se prolongaría hasta la Europa Central.

## Descripción lingüística

### Fonología
El venético tiene muchas de las evoluciones fonéticas típicas de las lenguas itálicas, lo que permite clasificar al venético como parte de las lenguas itálicas, a pesar de que algunos autores lo excluyan. A continuación se enumeran estas evoluciones compartidas.
- Como en latín y osco-umbro las oclusivas sonoras aspiradas protoindoeuropeas *bʰ- > f-: frater 'hermano' < *bʰrater, latín frater, *dʰ- > f-: fagsto 'hecho' < *fag-s-to < *dʰak-s-to, latín factum  < *fak-to < *dʰak-to. y *gʰ- > h-: eik 'esto' < *gʰei-ke, latín hīc < *gʰei-ke. En venético este sonido africado se grafía a diferencia del latín F, como VH. En posición interna intervocálica (como en latín) se conserva /b/, /d/ y /g/ a diferencia del Falisco y el Osco-Umbro que también transforman /f/, /f/ y /h/: loudero libre < *leudʰero, falisco loifiro, selbo 'para uno mismo' < *suelbʰo.
- Como en latín y a diferencia del osco-umbro (*gʷ > b: bivus 'vivo') conversión del grupo *gʷ > v: vivo 'vivo' < *gʷīwo, latín vīvus < *gʷīwo.
- Frente al latín (*m̥ / *n̥ > em / en) y osco-umbro (*m̥ / *n̥ > am / an, únicamente en sílaba inicial), el venético realizaba *m̥ / *n̥ > am / an en todas las posiciones: donatsan, 'ellos donaron' < *deh3-nā-sn̥t (Lejeune 1974: 107).
- También cercano al latín (*l̥ / *r̥ > ol / or) es la realización vocálica de las sonantes líquidas en grado cero *l̥ / *r̥ > ul / ur: murtuvo 'muerto' < *mr̥tuwo, comparar latín mortuum < *mr̥tuo.
- Frente al latín (que reduce a ī: dīva < *deiwā y céltico que reduce a e: deva < *deiwā, conservación del diptongo indoeuropeo *ei: deivo 'dios, diosa', eik 'esto' < *gʰei-ke, latín hīc < *gʰei-ke. En las lenguas itálicas esta característica se comparte con el osco y algunas lenguas osco-umbras y el sículo, eik > osco, eice y sículo heie.
- Frente al latín (que reduce a ū: lūcus 'bosque sagrado' < *leuko, conservación del diptongo *ou procedente del indoeuropeo *eu: louko 'bosque sagrado' < *leuko. Dentro las lenguas itálicas este rasgo se comparte con el osco y algunas lenguas osco-umbras y el sículo.
- Como en latín equus < *ekwo, deslabialización del grupo *kw: ekvo < *ekwo 'caballo' y *kʷ: -ke 'copulativa' < *-kʷe ,latín -que < *-kʷe.
- Sonorización del grupo *ks: fagsto 'hecho' < *dʰak-s-to, segsto < *sueks-to, latín sextus < *sueks-to.
- También hay indicios de los desarrollos de PIE *gwh- > f- en venético, de manera paralela al latín, así como la asimilación regresiva de la secuencia protoindoeuropea *p...kw... > *kw...kw..., un fenómeno que sólo se ha encontrado en las lenguas itálicas y celtas (Lejeune 1974: 141-144).

### Gramática
El sistema flexivo nominal del venético tendría seis o incluso siete casos, y habría cuatro conjugaciones verbales (similar al Latín). Se conocen alrededor de 60 palabras, pero algunas son préstamos del latín (ven. liber.tos. < lat. libertus) o Etrusco. La mayoría de ellas muestran un claro origen indoeuropeo, como vhraterei < PIE *bhraterei, "al hermano".

## Alfabeto
El alfabeto usado por los antiguos vénetos, de origen etrusco, fue adoptado en el período 550 a. C.-450 a. C., con la inevitable dificultad intrínseca que supone el utilizar un alfabeto diseñado para otro sistema lingüístico. Por ejemplo, la lengua etrusca no poseía oclusivas sonoras (/b/, /d/, /g/), y por tanto los signos griegos correspondientes no se usaban en el alfabeto que aprendieron los vénetos. Para estos sonidos se emplearon los signos etruscos Φ, z y χ, como puede verse en los ejemplos de inscripciones. De la misma forma, para representar el sonido /f/ usaban vh.
El alfabeto latino utilizado por los romanos comenzó a afianzarse en el entorno véneto en torno al 100 a. C. Muchas de las letras del alfabeto latino son idénticas a las del venético, apenas redondeadas o simplemente especuladas. El venético, de hecho, se escribía en modo bustrofedon, es decir, líneas escritas alternativamente en direcciones opuestas: de izquierda a derecha en una línea, y de derecha a izquierda en la siguiente.

### Inscripciones
El venético se conoce por un alto número de inscripciones provenientes mayoritariamente de la ciudad de Este, que es considerado el centro principal, así como de Padua, Vicenza, el valle del Piave y otros lugares como Trieste y Carinzia. Las inscripciones se hallan en diversos objetos votivos.
- Un ejemplo de inscripción en venético, encontrado en un clavo de  bronce en Este (Es 45):

Venético: mego donasto sainatei Reitiai porai Egetora Aimoike louderobos
Latín (literal): me donavit sananti Reitiae bonae Egetora Aemoque liberis
Español: me donó la sanante Reitia, la buena Egetora, Aemo y los libres
(Prosdocimi en Pellegrini 1967: 149-150)
- O alternativamente:

Venético: mego donasto Fugia Fougontia sainssei Reitiai
Latín (literal): Me donavit Fugia Fougontia sanatrici Reitiae
Español: me dono Fugia Fougontia y Reitia la sanadora
(EIEC: 621)
- Otra inscripción, encontrada en una situla (urna) en Cadore (Ca 4 Valle):

Venético: eik Goltanos doto louderai kanei
Latin (literal): hic Goltanus dedit liberae cani
Español: Goltano dio este libre can
(Prosdocimi in Pellegrini 1967: 464-468)
Otros ejemplos de inscripciones venéticas:
Ejemplo I:
Venético: Klutavikos doto donom sainatei
Latín (literal): Klutavikos dedit donum sananti
Español: Klutavikos dio el don al sanante
Ejemplo II:
Venético: Ego Fontei Ersinioi vineti karis vivoi oli alekve murtuvoi atisteit
Latín (literal): Ego Fontei Ersini vineti caris vivo ille aliqui mortuo astat
Español: Yo Fontei Ersini del viñedo caro, él vivo, alguien muerto queda.
- Ejemplo III:

Venético: Op Voltio Leno dekomei diei omni opedon termonios deivos.
Latín (literal): Ob Voltio Leno decimo diei omni oppidum terminus divus.
Español: Voltio Leno desde el décimo día toda la ciudad al término divino.

### Puntuación
Una interesante característica de la escritura venética (presente esporádicamente también en algunos textos etruscos) es la denominada "puntuación", esto es, la evidencia de algunas letras marcadas con un punto antes y otro después. Más concretamente, se puntuaban las consonantes no seguidas de vocal (por ejemplo, en dona.s.to, la s seguida de la consonante t) y las vocales no seguidas de consonantes (por ejemplo, en .o.p, el sonido o al inicio de palabra). Esta curiosa costumbre es importante para la historia del alfabeto, pues permite apreciar cómo el alfabeto etrusco-venético, proveniente del fenicio (una lengua semítica) a través del alfabeto griego, tuvo, de manera semejante, un origen más silábico (abugida) que alfabético, por lo cual cada letra era considerada en realidad una sílaba de la forma consonante + vocal, con lo que los signos con valor único (una sola vocal o consonante) eran considerados "particulares", y como tal se reflejaban.